# Muraltia muirii
Muraltia muirii är en jungfrulinsväxtart som beskrevs av F. Bolus. Muraltia muirii ingår i släktet Muraltia och familjen jungfrulinsväxter. Inga underarter finns listade i Catalogue of Life.